# Dwarsdijk (Wijk bij Duurstede)
Dwarsdijk is een buurtschap in de Utrechtse gemeente Wijk bij Duurstede. Dwarsdijk ligt ongeveer 3 km ten zuidwesten van het dorp Cothen en 1 km ten noorden van het Amsterdam-Rijnkanaal. Tot 1996 hoorde het bij de gemeente Cothen, die toen werd opgeheven, en volgens de officiële woonplaatsenindeling van Nederland valt het onder de woonplaats Cothen.
De naam Dwarsdijk is ontstaan omdat de buurtschap aan een dwarsdijk tussen de stroomruggen van de Kromme Rijn en de Lek ligt. Deze dijk loopt van noord naar zuid. De buurtschap ligt ongeveer halverwege. Het noordelijk deel van deze dijk, vanaf de oude loop van de Kromme Rijn tot de buurtschap Dwarsdijk, heet Smidsdijk. Het zuidelijk deel, tussen deze buurtschap en de Lek, heet Hoeksedijk. De Hoeksedijk wordt onderbroken door het Amsterdam-Rijnkanaal zonder dat er ter plaatse een oeververbinding is. Komend van Dwarsdijk draait de Hoeksedijk bij dit kanaal naar het westen en kan men langs het kanaal zijn weg vervolgen. Komend van de Lekdijk loopt de Hoeksedijk dood tegen het Amsterdam-Rijnkanaal.
In Dwarsdijk stond tot 1871 het kasteeltje Royestein.
Stad: Wijk bij Duurstede      Dorpen: Cothen · Langbroek

Buurtschappen: Den Oord · Dwarsdijk · Overlangbroek

Utrecht · Plaatsen in de provincie      Nederland · Provincies · Plaatsen in de provincie